# フリージア (MUCCの曲)
「フリージア」は、MUCCの21枚目のシングルである。2009年11月25日発売。発売元はデンジャークルー・レコード。

## 概要
- 我、在ルベキ場所（Bタイプ）以来のインディーズ流通。デンジャー・クルー・レコーズへの移籍第一弾シングル。
- 通常盤・完全生産限定盤の二種リリース。完全生産限定盤は収録曲が違う他、オリジナルランチトートバッグ付の特殊仕様。
- PV監督は小嶋貴之。
- L'Arc〜en〜CielのKenプロデュース第三弾。この作品をもって、Kenのプロデュースは終了となる。
- TBS系「あらびき団」10・11月度エンディングテーマ。

## 収録曲

### 通常盤
1. フリージア(5:46)
（作詞：逹瑯、作曲：ミヤ、編曲：ミヤ・Ken）
  - 「空と糸」と並行して作られた曲。
  - 始めは「無機質なものから作ろう」という案の下製作が始められ、メロは無機質に、サビは自然な形に収まったという。
  - アウトロでギターソロが1分以上続くという、今までのMUCCにはなかった形に仕上がっているが、これはKenの助言によるものである。
2. 楽園(4:12)
（作詞：逹瑯、作曲・編曲：ミヤ）

### 完全生産限定盤
1. フリージア(5:47)
2. 終止符(3:20)
（作詞・作曲：ミヤ）
3. フリージア -Rhodesian Ridgeback ver.-(5:33)